# 微引力透镜

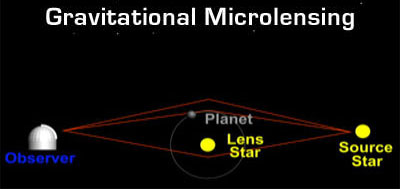
微引力透镜示意图

微引力透镜（英語：Gravitational microlensing）是发生在恒星级天体中的引力透镜现象。与发生在星系尺度上的引力透镜现象相比，微引力透镜的源天体质量很小，光的偏转要小得多，通常情况下难以直接观测到微引力透镜所成的像，而只能观察到光度在瞬间增强的现象。银河系存在相当数量的恒星级黑洞、褐矮星、红矮星、白矮星、行星等较暗弱的天体，它们造成的微引力透镜现象能够在短时间内令背景光发生畸变。因此微引力透镜为研究这些天体提供了非常重要的手段。
人们早在20世纪60年代就提出了微引力透镜的概念。20世纪80年代，普林斯顿大学的波兰天文学家玻丹·帕琴斯基（Bohdan Paczyński）讨论了银河系晕中不发光的暗天体作为微引力透镜的可能性，认为它们有很高的機率被观测到。这些天体叫做大质量致密晕天体。1993年，人们在大麦哲伦云中发现了第一个微引力透镜。

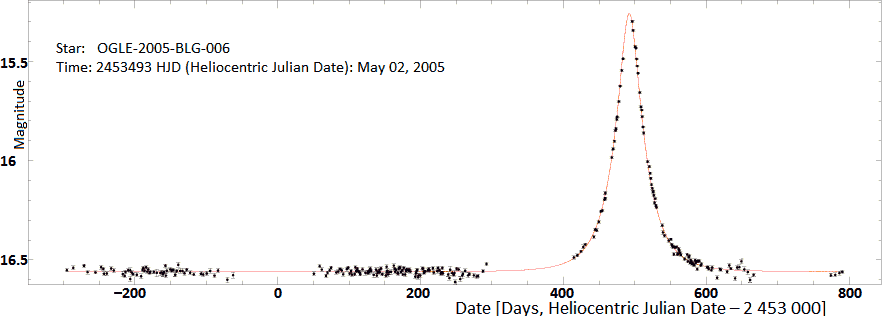
微引力透镜OGLE-2005-BLG-006的光变曲线。红线是用模型拟合的光变曲线。